# Angarogyrus
Angarogyrus là một chi bọ cánh cứng trong họ Gyrinidae.
Chi này được Ponomarenko miêu tả khoa học năm 1977.

## Các loài
Chi này gồm các loài:
- Angarogyrus minimus Ponomarenko, 1977
- Angarogyrus mongolicus Ponomarenko, 1986